# 티그레이스 앳킨슨
티-그레이스 앳킨슨(Ti-Grace Atkinson, 1938년 9월 9일 ~)은 미국의 급진적 여성주의 작가이자 철학자이다. 앳킨슨은 루이지애나의 유력한 집안에서 태어났다. 그녀의 할머니의 이름을 따서 중자는 "그레이스"라 이름 지었으며, "티"(Ti)는 '작은'을 의미하는 프랑스어 'petit'에서 따왔다.